# 佐佐木勝彥
佐佐木勝彥（日语：佐々木 勝彦，1944年12月24日—）是日本東京都出身的演員及配音員。他是千秋實的兒子。
佐佐木勝彥目前隸屬於劇團青年座電影放送部。他於法政大學經營學部畢業。1970年代至1990年代有演出過哥吉拉系列電影。

## 演出作品

### 電影
- 激動的昭和史 沖繩決戰（1971年）
- 海軍特別年少兵（1972年）
- 哥吉拉決戰美甲龍（1973年）
- 鐵甲哥吉拉的逆襲（1975年）
- 哥吉拉決戰皮歐朗迪（1989年）
- 哥吉拉決戰王者基多拉（1991年）
- 亡國神盾艦（2005年）
- 聯合艦隊司令長官 山本五十六（2011年）
- 紙之月（2014年）

### 電視動畫
- 蒼天之拳（2006年）- 北大路剛士
- 遊戲王ZEXAL第二季（2013年）
- 晨曦公主（2014年）- 孫·雲德
- Punch Line（2015年）- 上校

### 劇場版動畫
- 怪物的孩子（2015年）

## 外部連結
- 剧团青年座的佐佐木胜彦個人資料（页面存档备份，存于）
- 佐佐木勝彥在動畫新聞網百科全書中的資料（英文）